# Сонганпа
Сонганпа (*шанська သိူဝ်ဝဵၼ်းၾႃႉ, кит.: 思任法, бірм. သိုငံဘွာာ, тай-ниа:ᥔᥫᥴ ᥕᥪᥢ ᥜᥣᥳ; д/н — 1446) — 8-й володар держави Муанг Мао у 1413—1442 роках. У китайців відомий як Сі Женьфа, у бірманців — Тонганбва II.

## Життєпис
Син саофа Солонпа. Під час повстання 1397 року Дан Ґанмена був дитиною, втік разом з батьком до імперії Мін, де був залишений заручником. 1399 року повернувся до Муанг Мао. 1408 року був оголошений старшим братом — саофа Сі Сінфа спадкоємцем трону. Перебрав владу у 1413 році.
Зберігав вірність Мін. З 1414 по 1440 року він 15 разів посилав послів для сплати данини. У 1413 році під тиском мінського двору виступив проти царства Ави, але 1414 року зазнав поразки й вимушен був сплатити данину. За цим, спираючись на допомогу китайців, поступово став приборкувати вождівства, які відкололися від держави у попередні роки.
З 1422 року відновив активну політику, почавши напади на землі царства Ави. Також 1422 року деякі з йогів асалів напали на землі Мін, за що Сонганпа вибачився, сплативши відшкодування. Але з 1428 року напади на мінські території поновилися. 1430 року підкорив знову князівство Могн'їн, а до 1433 року решту сусідніх шанських вождівств.

Війна з Мін 1436—1438 років

1436 року відправив нові війська до провінції Юньнань. У листопаді 1437 року напав на тусі міста Наньдяна, захопивши його володіння. Поступово розширював захоплення, повертаючи колишні кордоні Муанг Мао. На річці Нуцзян було побудовано 300 кораблів, які мали намір захопити префектуру Юньлун.
У відповідь мінський уряд скасував усі посади тусі в регіоні й підготував каральну 39-тисячну армію. 8 грудня того ж року в битві на річці Салуїн Сонганпа зазнав поразки, відступивши до укріплення Цзінхань. Але тут також зазнав поразки. Невдовзі користуючись розосередженістю ворога, завдав одній з мінських армій поразки біля Конні, а потім перервав постачання військ та харчів. 1439 року супротивник відступ на північ.

Війна з імперією Мін 1441 року

У грудні 1440 року війна поновилася, проти Муанг Мао виступило 120-тисячне мінське військо. У червні і вересні 1441 року Сонганпа в двох битвах при Дахоу і Ваньдянь зазнав невдачі, але продовжив спротив. У листопаді при спробі влаштувати засідку ворогові шани зазнали поразки, а потім було захоплено їх фортецю Шаньцзян. При цьому проти Муанг Мао виступив аваський цар Міньєчавсва I. У січні 1442 року Сонганпа зазнав повної поразки, втікши до нового аваського царя Нарапаті I, де був загратований. Владу в державі перебрав його син Сакіпа.
Сам Сонганпа перебував в Аві до серпня 1445 року, коли був переданий мінським урядовцям в обмін на деякі прикордонні землі. У січні 1446 року його було страчено.